# Upsetters 14 Dub Blackboard Jungle
Az Upsetters 14 Dub Blackboard Jungle, vagy másik nevén  Blackboard Jungle Dub, 
egy album a   The Upsetters együttestől. Eredetileg 1973-ban jelent meg Jamaicán. Ez volt ez egyik legelső dub album.

## Számok

### A oldal
1. Black Panta
2. V/S Panta Rock
3. Khasha Macka
4. Elephant Rock
5. African Skank
6. Dreamland Skank
7. Jungle Jim

### B oldal
1. Drum Rock
2. Dub Organizer – Dillinger
3. Lovers Skank
4. Mooving Skank
5. Apeman Skank
6. Jungle Fever
7. Kaya Skank

## 2004-es kiadás
1. Original Jungle Dub
2. Rubba Dub
3. Cloak & Dagger
4. Dub From Yard
5. Mother Land Dub
6. Pop Goes The Dub
7. Fever Grass Dub
8. Sensemilla Dub
9. Moving Forward
10. Blackboard Dub
11. Kasha Macka Dub
12. Iration Dub

## Előadók
- dob – Tin Legs, Carly Barrett, Benbow, Leroy "Horsemouth" Wallace
- basszusgitár – Family Man, Lloyd Parks, Bagga
- gitár – Alva Lewis, Valentine "Tony" Chin, Sangie Davis, Barrington Daley
- orgona – Glen Adams, Winston Wright, Bernard "Touter" Harvey
- zongora – Gladdy Anderson, Tommy McCook
- melodika – Augustus Pablo
- harsona – Ron Wilson
- trombita – Bobby Ellis
- útősök – Noel "Skully" Simms, Uziah "Sticky" Thompson, Lee Perry
- hangmérnök – Lee Perry, King Tubby

## Külső hivatkozások
- https://web.archive.org/web/20100603045004/http://www.roots-archives.com/release/619
- http://www.upsetter.net/scratch/disco/albums/blackboard_jungle.htm Archiválva 2007. október 23-i dátummal a Wayback Machine-ben
- http://www.upsetter.net/scratch/disco/albums/blackboard_jungle2.htm Archiválva 2007. november 9-i dátummal a Wayback Machine-ben